# Kamienica Sukertów w Warszawie
Kamienica Sukertów, także kamienica Bronisława Sukierta – kamienica w Warszawie znajdująca się przy ulicy Hożej 1 róg ul. Mokotowskiej, przy placu Trzech Krzyży.

## Opis
Kamienica powstała w latach 1913–1914. Została zaprojektowana przez Henryka Sifelmana i Stanisława Weissa i wzniesiona równocześnie z kamienicą przy ul. Hożej 1a (również ich autorstwa) w stylu wczesnego modernizmu. Pierwotnie traktowane były jako jeden budynek. Podział kamienicy na dwa budynki nastąpił w 1919 roku.
Budynek posiada osiem kondygnacji (ósma jest ukryta w mansardowym dachu).